# Plat
Plat je naselje u općini Župa dubrovačka u Dubrovačko-neretvanskoj županiji.

## Zemljopisni položaj
Plat je smješten na sjeveroistočnim obalama Župskog zaljeva, 13 km jugoistočno od Dubrovnika i 6 km zapadno od Cavtata, pored Jadranske turističke ceste.

## Gospodarstvo
Glavna grana privrede kojom se bavi stanovništvo Plata je turizam. U samom mjestu postoje dva hotela. Osim turizma stanovnici Plata se u manjoj mjeri još bave poljodjelstvom i ribarstvom.
Plat je također poznat po jedinstvenoj hidroelektrani koja je ukopana duboko u brdo Malaštica. HE Dubrovnik u Platu spada u grupu hidroelektrana sliva rijeke Trebišnjice. HE Dubrovnik koristi vodu rijeke Trebišnjice iz akumulacijskog jezera Bileća, nastalog izgradnjom brane Grančarevo. Zahvat vode za HE Dubrovnik ostvaren je izgradnjom brane Gorica, koja stvara kompenzacijski bazen. Elektrana je planirana u dvije faze. Prva je izgrađena, a gotovi su i neki objekti druge faze. Ukupna instalirana snaga HE Dubrovnik je 216 MW (2x108 MW) a s nje se električnom energijom napajaju Dubrovačko-neretvanska županija i grad Trebinje.

## Stanovništvo
U Platu prema popisu stanovništva iz 2011. godine žive 302 stanovnika, uglavnom Hrvata katoličke vjeroispovjesti.
| broj stanovnika | 231   | 205   | 201   | 200   | 203   | 199   | 205   | 188   | 171   | 187   | 815   | 215   | 259   | 219   | 268   | 302   | 313   |
|                 | 1857. | 1869. | 1880. | 1890. | 1900. | 1910. | 1921. | 1931. | 1948. | 1953. | 1961. | 1971. | 1981. | 1991. | 2001. | 2011. | 2021. |

## Šport
- Malonogometni klub Plat

## Kultura
- Udruga Mještana "Soline - Plat"

## Promet
Plat je Jadranskom turističkom cestom povezan s Dubrovnikom na sjeverozapadu i Cavtatom te zračnom lukom Dubrovnik na istoku. Iz mjesta voze redovne autobusne linije 10 (Dubrovnik-Cavtat) i 16 (Dubrovnik-Plat) prometnog poduzeća Libertas.